# クラウディア水道
クラウディア水道（クラウディアすいどう、ラテン語: Aqua Claudia）は、古代ローマの水道（ローマ水道）で、皇帝カリグラが38年に建設を始め、約14年間の工事の後に皇帝クラウディウスが52年に完成させた施設。アニオ川上流域のカエルレウス（Caeruleus）とクルティウス（Curtius）の泉を水源とし、約69km（46.406ローマ・マイル）離れた帝都ローマに水を供給していた。ローマ水道の技術書の著者でありローマ水道長官でもあったフロンティヌスは、『この水道はローマで最も壮大な水道である』と述べている。新アニオ水道と同時に工事が進められ、水道橋の橋脚など一部の施設を新アニオ水道と共用している。日本語訳としてクラウディウス水道とされることもある。

## 概要

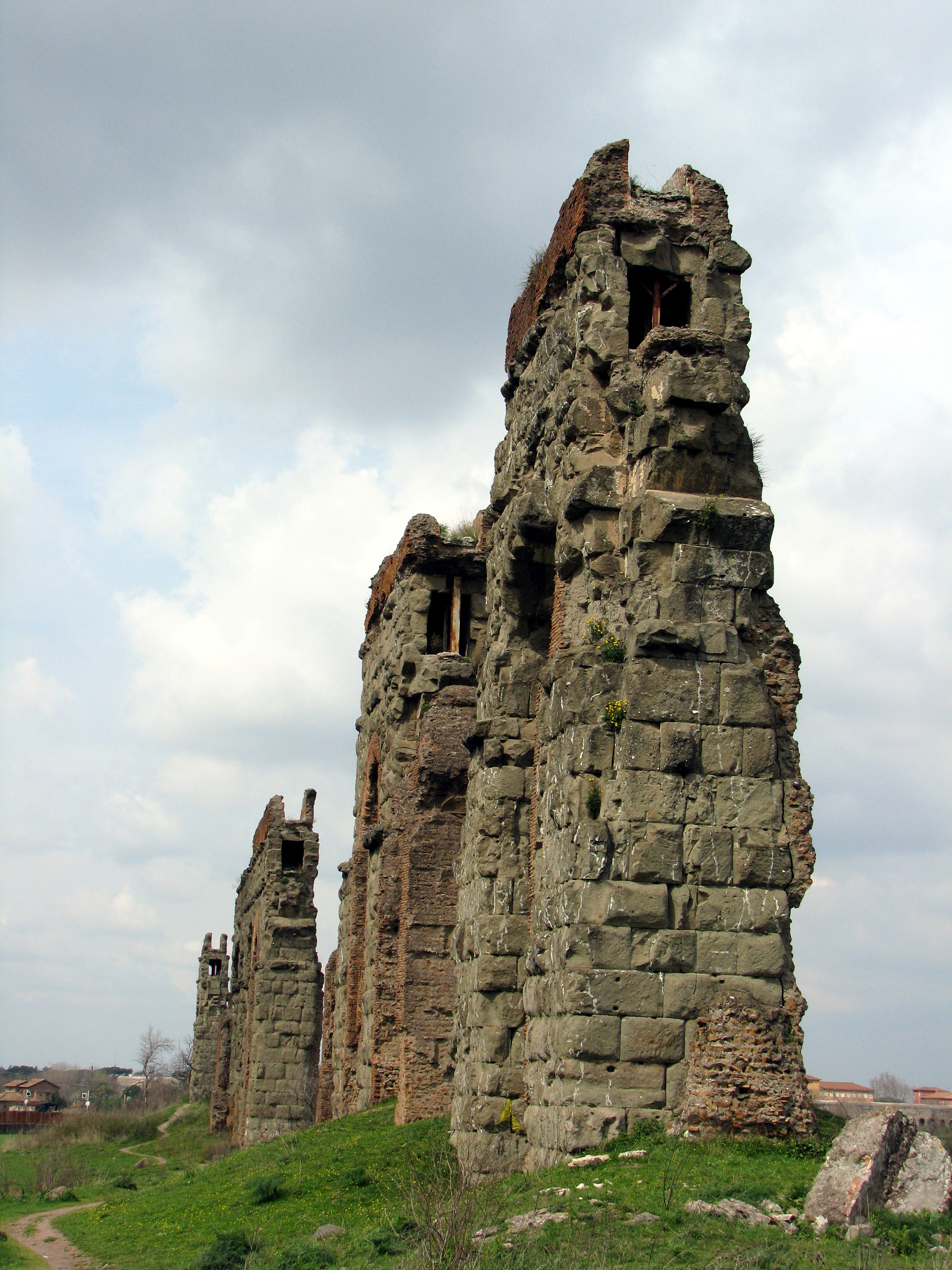

クラウディア水道の水量は184,280m3/日（4,607クイナリア）で、皇帝ネロが建設したローマ市内での分岐水道（ネロ水道, Arcus Neroniani）の完成後は市内の全14区に水を供給していた。水質はマルキア水道に次いで良質であった。ラティーナ街道の7ローマ・マイル地点にあった濾過池を流れ出た後は、新アニオ水道の水管を上段に載せた水道橋（連続アーチ）を通ってローマに達し、マッジョーレ門を通過して市街地に入り、皇帝宮殿があるパラティーノの丘まで続いていた。
クラウディア水道が長期間にわたって利用できたのは、火山灰を混合した丈夫なローマン・コンクリートを用いて水管部が作られていたからである。導水管の平均勾配は300分の1（300m進むと1m下る）で、フロンティヌスによれば、全長68.98km (46.406 ローマ・マイル)のうち53.62km（36.230ローマ・マイル）は地下の導水渠を、15.06km（10.176ローマ・マイル）は地上の導水渠で構成されていた。ローマより7マイルストーンの場所からは全て地上の導水渠となり、0.9km（0.609ローマ・マイル）は構造物内に、9.6km（6.491ローマ・マイル）は水道橋上の導水渠を経由していた。水道橋の遺構がよく残っているローマ水道橋公園付近でその高さは約30m（28mの説も有り）に達しており、ローマ市内のチェーリオの丘からパラティーノの丘に接続する部分の高さは37m以上あったと推察されている。

## 導水渠の経路

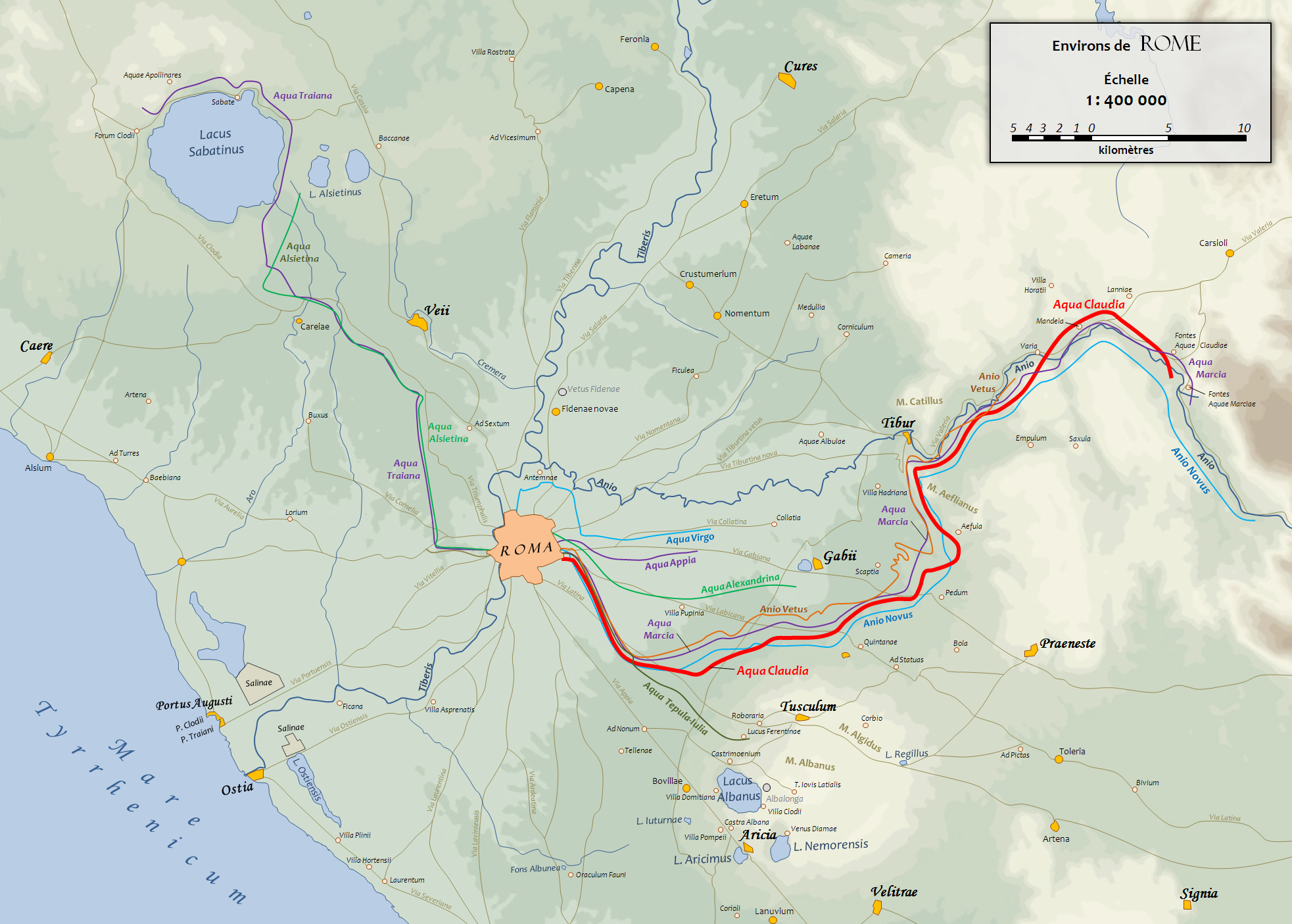
クラウディア水道の水源からの経路（赤線）

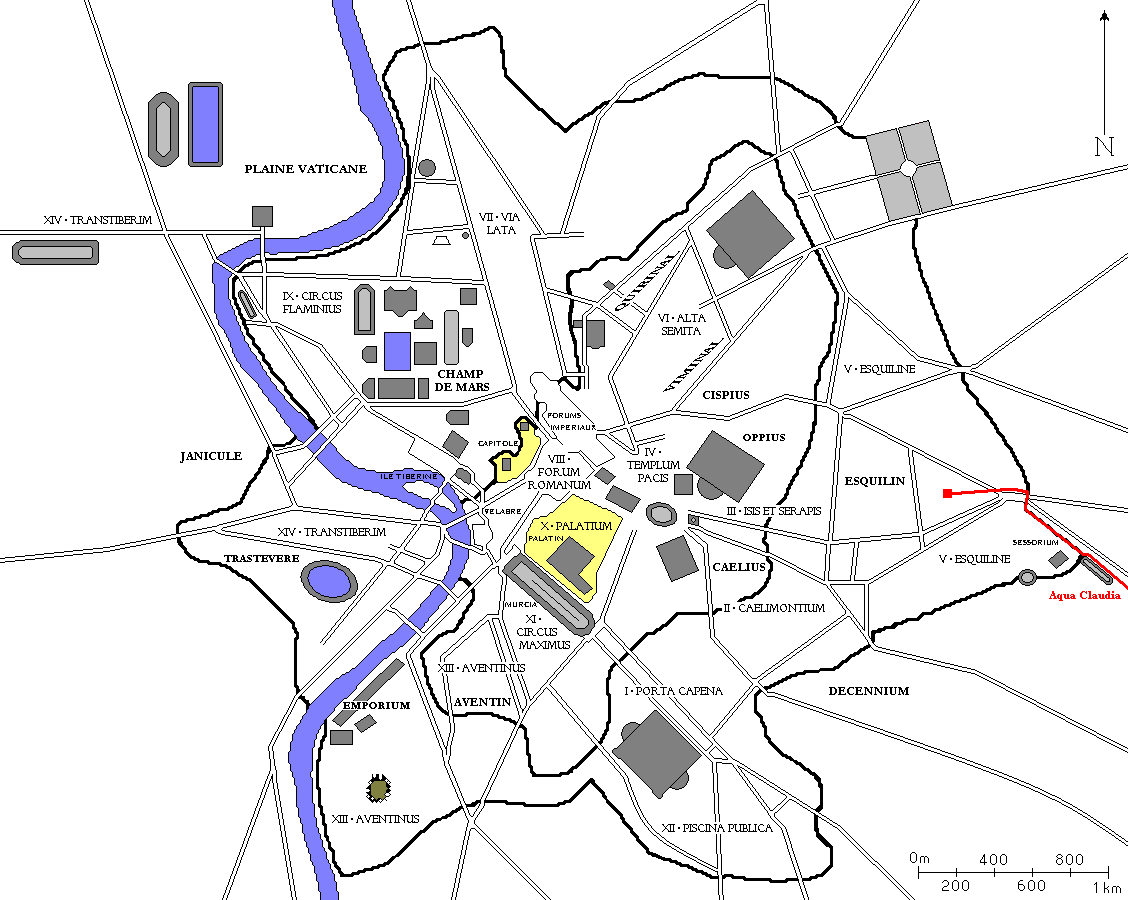
クラウディア水道のローマ市内における経路（赤線）

## 碑文
碑文の原文と日本語意訳を示す。『/』は改行を示す

### マッジョーレ門の碑文
TI. CLAUDIUS DRUSI F. CAISAR AUGUSTUS GERMANICUS PONTIF. MAXIM., / TRIBUNICIA POTESTATE XII, COS. V, IMPERATOR XXVII, PATER PATRIAE, / AQUAS CLAUDIAM EX FONTIBUS, QUI VOCABANTUR CAERULEUS ET CURTIUS A MILLIARIO XXXXV, / ITEM ANIENEM NOVAM A MILLIARIO LXII SUA IMPENSA IN URBEM PERDUCENDAS CURAVIT.
クラウディウス帝（ティベリウス・クラウディウス・ドルスス・カエサル・アウグストゥス・ゲルマニクス） 最高神祇官 / 護民官職権更新12回 執政官5回 皇帝歓呼27回 国家の父 / 45マイル地点のカエルレウスとクルティウスと呼ばれている泉からクラウディア水道を / さらに62マイル地点より新アニオ水道を造りローマに贈った